# Проспект Героїв України (Миколаїв)
46°59′34″ пн. ш. 31°59′52″ сх. д. / 46.99287° пн. ш. 31.997799° сх. д.
Проспе́кт Геро́їв України — проспект в Миколаєві, основна транспортна магістраль мікрорайону Соляні. Починається від парку «Перемога», закінчується в районі Тернівської розвилки, саме від парку «Перемога» починається нумерація будинків проспекту.
Довжина проспекту становить 4,3 км.

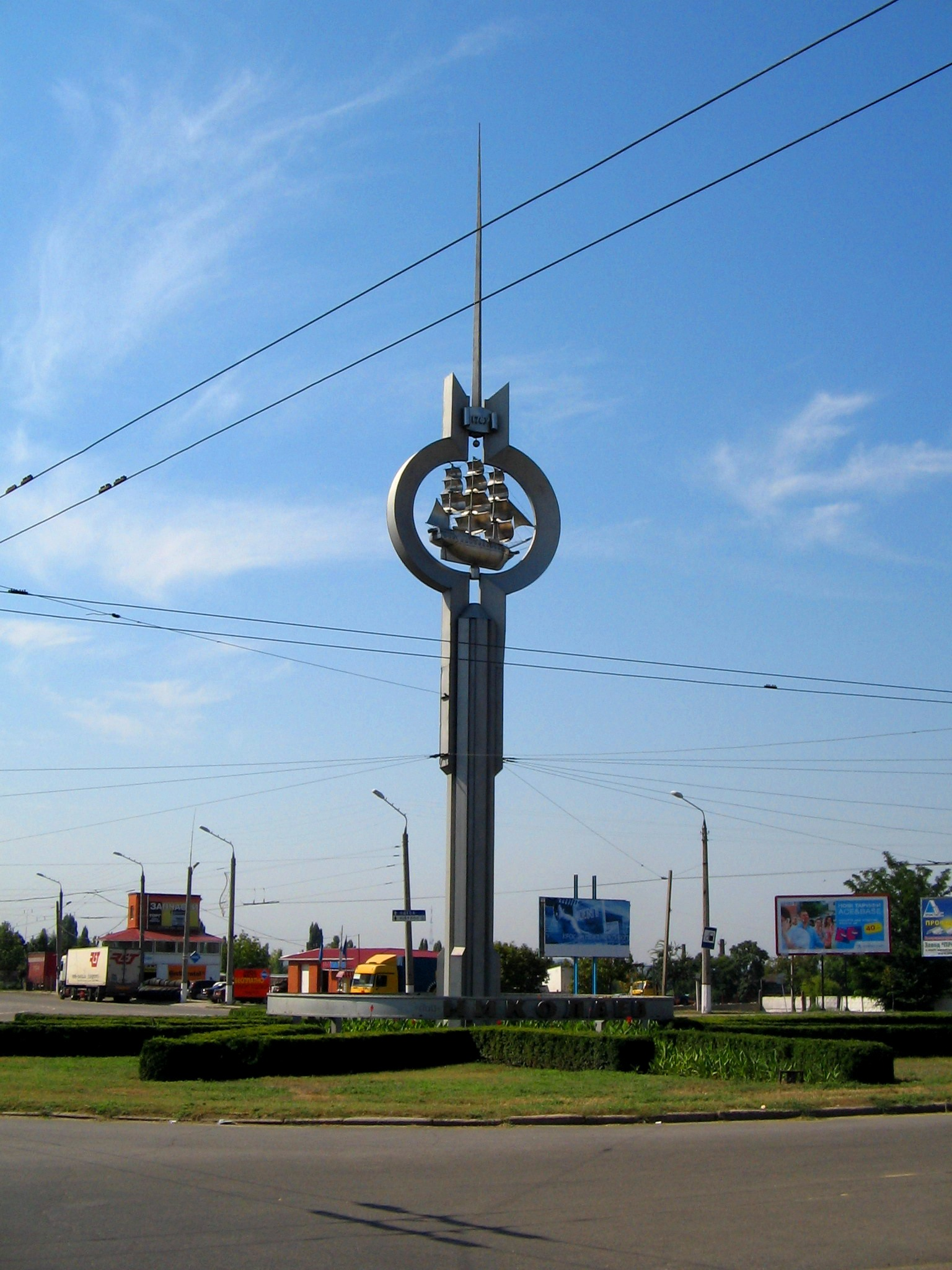
Шпиль при в'їзді на проспект з боку області

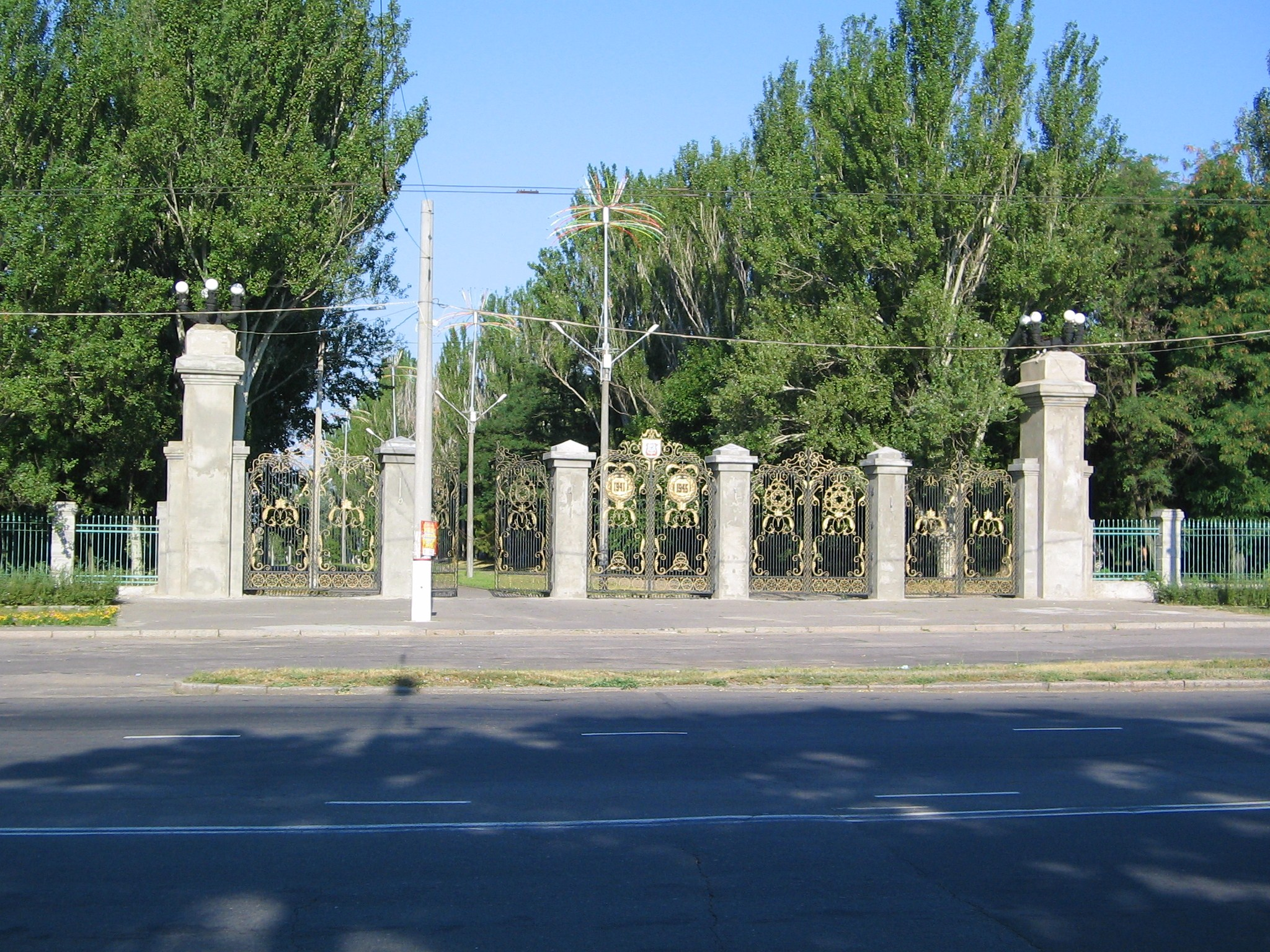
Ворота меморіального парку «Перемога»

На проспекті розташовані наступні зупинки громадського транспорту: Парк Перемоги (за поворотом на Інгульський міст), Національний університет кораблебудування (традиційно — МКУ, Університет), супермаркет METRO (на вимогу), Плавбасейн, Млина, Шкільна, Гвардійська, Ательє, Сільгосптехніка (неподалік від розвилки).
До 1982 року носив назву Київське шосе.
З 1982 по 2016 мав назву проспект Героїв Сталінграда.
Сучасна назва — з 2016 року.